# بوتش لي
بوتش لي (بالإنجليزية: Butch Lee) مواليد 5 ديسمبر 1956 في سان خوان، هو لاعب كرة سلة سابق من بورتوريكو بدأ مسيرته الاحترافية في سنة 1975 وحمل الرقم 15. يبلغ طوله 6 قدم 0 بوصة (1.8 م). مثّل منتخب بلاده. شارك في مسابقة كرة السلة في الألعاب الأولمبية الصيفية. اعتزل اللعب في 1990.

## فرق لعب لها
- أتلانتا هوكس
- كليفلاند كافالييرز
- لوس أنجلوس ليكرز

## روابط خارجية
- بوتش لي على موقع الاتحاد الدولي لكرة السلة (الإنجليزية)
- بوتش لي على موقع إن بي أي (الإنجليزية)
- بوتش لي على موقع سبورتس رفرنس (الإنجليزية)
- بوتش لي على موقع كلية كرة السلة في سبورتس رفرنس.كوم (الإنجليزية)
- بوتش لي على موقع ريلجم (الإنجليزية)
- بوتش لي على موقع بروبوليرز (الإنجليزية)
- بوتش لي على موقع سبورتس رفرنس (الإنجليزية)
- بوتش لي على موقع أوليمبيديا (الإنجليزية)